# Дьяконов, Александр Петрович (историк)
Алекса́ндр Петро́вич Дья́конов (31 октября 1873, село Ушаково, Ярославская губерния — 1 августа 1943, Смоленск) — российский и советский исследователь истории Древнего мира и Средних веков, доктор исторических наук, последний декан факультета общественных наук (1921), первый декан педагогического факультета Пермского университета (1922).

## Биография
В 1893 году окончил Ярославскую духовную семинарию. Выпускник (1897), затем доцент (1903) и профессор (1909) Петербургской духовной академии по кафедре всеобщей истории и педагогики.
В 1912-1916 годах — профессор кафедры всеобщей истории на Высших женских курсах в Петербурге.
С 1916 года — преподаватель историко-филологического факультета Пермского отделения Петроградского университета (с 1917 года — Пермский университет), где вначале занял должность заведующего кафедрой истории.
С сентября 1921 — последний декан факультета общественных профессий.
С января 1922 по сентябрь 1922 — первый декан педагогического факультета Пермского университета.
За более чем 13 лет работы в Пермском университете подготовил и прочитал не менее десятка различных лекционных курсов, разработал ряд новых спецкурсов и спецсеминаров. Основными для А. П. Дьяконова являлись общие лекционные курсы по истории раннего христианства, истории Византии, античной культуры, истории Средних веков. Многое он сделал и для организации исторического образования в новых условиях.
В 1917—1930 годах — председатель Общества истории, философии и социальных наук при Пермском университете.
А. П. Дьяконову (который в то время уже был зав. кафедрой всеобщей истории Пермского пединститута) принадлежит особая роль в судьбе Пермского университета. После его ликвидации (разделения на пять новых вузов в 1930 году) именно ему ректор С. А. Стойчев поставил в 1931 году задачу обосновать возможность восстановления университета:
"Согласно распоряжению НКП о спешном представлении материалов по организации в Перми университета, поручаю профессору Дьяконову А. П. составить на основании имеющихся материалов подробную докладную записку с обоснованием возможности открытия университета в Перми."
В 1930—1932 годах — заведующий кафедрой всеобщей истории Пермского, позднее — Рязанского педагогического института. После упразднения в 1933 году исторического факультета в Рязани перешёл в Новозыбковский педагогический институт.
С 1934 года — профессор Смоленского педагогического института. В 1938-1941 годах заведовал кафедрой всеобщей истории там же. За годы работы в Смоленске Дьяконов написал ряд научных статей по истории античности, Византийской империи, известиям сирийских авторов о славянах VI—VII веков, к 1937 году подготовил фундаментальную монографию «Восстание рабов в Сицилии во второй половине II в. до н. э.», за которую в 1940 году ему была присвоена степень доктора исторических наук.
Умер во время оккупации Смоленска нацистами и был похоронен на Польском кладбище.

## Основные работы
- История патриархата Антиохийского в VI в. // Византийский временник. 1898. Т. 5. Отд. 3.
- Иоанн Ефесский и хроника, известная с именем Дионисия Телл-Махрского // Христианское чтение. — 1903. № 11-12.
- Иоанн Ефесский и его церковно-исторические труды. — СПб., 1908; переизд. 2006.
- Кир Батнский, сирийский церковный историк VII в. — СПб., 1912.
- Типы высшей богословской школы в древней церкви III-VI вв. — СПб., 1913.
- Раннее средневековье в новом освещении А. Допша. Пермь, 1927.
- Известия Псевдо-Захарии о древних славянах // Вестник древней истории. 1939. № 4.
- О хронологии первого восстания рабов в Сицилии во II в. до н. э. // Вестник древней истории. — 1940. № 3-4.
- Византийские димы и факции в V—VII вв. // Византийский сборник. М.-Л., 1945.
- Известия Иоанна Эфесского и сирийских хроник о славянах VI—VII вв. // Вестник древней истории. 1946. № 1(15).